# 仁村徹
仁村 徹（にむら とおる、1961年12月26日 - ）は、埼玉県川越市出身の元プロ野球選手（内野手、外野手、投手）、プロ野球指導者。
実兄は元プロ野球選手の仁村薫で、現役時代は中日ドラゴンズで一緒にプレーした経験がある（当時、スコアボードなどには「仁村兄（＝薫）」「仁村弟（＝徹）」と表記されていた）。

## 経歴

### プロ入り前
上尾高校では、右下手投げのエースとして活躍。1979年春季関東大会決勝に進み、銚子商に惜敗するが好投手として注目される。同年夏の甲子園に出場。1回戦で浪商と対戦、9回二死まで2-0とリードしながら勝利目前で牛島和彦に同点2ランを打たれ、延長11回敗北。このときの試合は今も甲子園史上に残る名試合として語り継がれている。
卒業後は東洋大学に進学。東都大学野球リーグでは3年生の時、1982年春季リーグで4年ぶりの優勝を飾る。8勝2敗の成績を残し、最高殊勲選手、最優秀投手、ベストナインを受賞した。直後の大学野球選手権では、決勝で田中富生、木戸克彦のバッテリーを擁する 法大に敗れ準優勝。同年秋季リーグは専大に次ぐ2位に終わるが、6勝2敗を記録し最優秀投手、ベストナインを連続受賞した。この時、1年上のチームメイトに投手の佐藤秀明、外野手の大野久、バッテリーを組んだ捕手の杉本泰彦（日本通運 - 東洋大監督）らがいる。しかし翌1983年は河野博文、白井一幸ら投打に厚みを増した駒大が台頭し春秋季連続優勝、東洋大は主力の卒業もあって低迷を余儀なくされた。リーグ通算75試合登板、29勝19敗、防御率2.12、155奪三振。同期には高校からのチームメイトである福田治男（元桐生第一高監督）がいた。
1983年のドラフト会議で中日から2位指名を受け、入団。

### 中日時代
1984年のチーム最終戦である10月5日の阪神戦（甲子園）で7回一死から登板し7人に対し2四球ながら無安打で8回まで抑え、9回に打線が逆転したため、初登板初勝利を挙げた（このときリリーフで勝利をアシストしたのはかつてのライバル、牛島であった）。首脳陣は翌シーズンから打者転向を予定しており、投手としての最後に記念登板で起用したところ、打線の思わぬ援護で勝利投手となった（この試合と2日前の阪神戦（ナゴヤ）で本塁打数が37本で並んだ同僚・宇野勝と阪神・掛布雅之の敬遠合戦があり、仁村自身は掛布に10連続四球の10個目を与えている）。
1986年に内野手に転向。
1987年に同年監督に就任した星野仙一に起用され、122試合に出場してレギュラーとして定着。同年は生涯唯一の規定打席（17位、打率.287）に達する。
1988年は左膝の故障で出遅れ92試合の出場、ポジションも立浪和義の入団で遊撃手から二塁手にコンバートされた宇野勝の存在もあって三塁手がメインになる。規定打席には届かなかったものの打率.306、7本塁打、52打点の好成績を挙げ、チームの優勝に大きく貢献した。同年の西武ライオンズとの日本シリーズでは、全5戦に6番打者、三塁手として先発。16打数4安打2打点を記録した。
1989年には主将になりチームをまとめたが、それ以降は膝の故障の再発などもあり、おおむね年間100試合弱の出場にとどまった。その3年後に一旦は主将を辞めた。
1994年には三塁手にコンバートされ、5番打者を務めると同時に、再び主将を務めた。9月23日の広島東洋カープ戦では佐々岡真司からサヨナラヒットを放った。
1995年10月30日に前田幸長、平沼定晴、樋口一紀との3対3の交換トレードで酒井忠晴、山本保司とともに千葉ロッテマリーンズに移籍。
1996年、一塁手にコンバートされレギュラーを獲得、85試合に先発出場を果たし打線の中軸となる。
1997年には主に代打として起用されたが、19試合に先発出場。指名打者として4試合に4番打者を務めたが、指導者になるために同年限りで現役を引退。
捕手を除く投手・内外野計8ポジションで出場を経験した。ロッテ在籍時は、当時投手を除く8ポジションを経験した五十嵐章人と同僚となった。五十嵐はオリックス移籍後に全ポジション出場を達成したが、仁村は捕手を守らないまま引退した。中日時代の応援歌は「燃ゆる大空」だった。

### 引退後
1998年から2001年まで中日の二軍監督を務めた。2000年には10連勝、ウエスタン・リーグ優勝、日本一に導いた。
2002年には一軍ヘッドコーチ。2003年から2004年は一軍内野守備コーチを務めた。
2005年から5年間スカウト（関東・東海地区担当）となった。また、そのかたわらCBCのゲスト解説者も務めていた（2009年まで）。
2010年より東北楽天ゴールデンイーグルスの二軍監督に就任。しかし、7月13日付で慢性硬膜下血腫のため休養。手術を受け、7月26日の大学日本代表 対 NPBフレッシュ選抜から復帰した。
2011年1月1日付で一軍作戦コーチに配置転換（前年11月1日には二軍監督の継続が発表されていた）。
2012年は再び二軍監督を務めた。
2013年からは一軍チーフコーチとなり、球団初のリーグ優勝と日本一に貢献した。
2015年は二軍チーフコーチ。
2016年は一軍ヘッドコーチを務め、シーズン終了後に翌年の契約を結ばないことが発表された。
2017年からは2年間東北楽天ゴールデンイーグルスのスカウト部副部長を務める。2018年10月28日退団。
2019年は東海テレビ・J SPORTS・東海ラジオの野球解説者、中日スポーツ・東京中日スポーツの野球評論家に就任する。
2020年からは中日ドラゴンズの二軍監督だった。背番号は72。8月28日の広島戦から9月17日のオリックス戦まで20年ぶりの10連勝を挙げた。2021年をもって退任し、中日のフロントに配置転換され、編成統括を務める他、2022年は東海ラジオにもゲスト解説として出演する。
2025年から韓国プロ野球の斗山ベアーズの二軍総括コーチとなった。

## プレースタイル・人物
スタメンでは主に1・2・3・6・7番を打ち、右方向への芸術的な流し打ちと、ここ一番での勝負強さで知られた。バントも巧く、1987年にはリーグ2位タイ（岡崎郁と同数）の31犠打を記録、1991年の読売ジャイアンツとの開幕戦（東京ドーム）では、勝負どころの重要な場面で3つの犠打を決めている。
足はそれほど速くなく守備範囲も広くはなかったが、捕球・送球は堅実であった。
スタメンを外れた日は、川又米利と共に代打の切り札として首脳陣からの信頼も厚く、ファンにとっても強く記憶に残る選手であった。2005年に刊行された『中日ドラゴンズ70年 昇竜の軌跡』（ベースボール・マガジン社）でのアンケート企画「これぞ名脇役 BEST10」では、301票を集め第1位を獲得している。
普段は温和な性格であるが、高木守道と同様、血の気の多い一面もあり、星野仙一をして「怒ったら、俺より怖い」と言わしめたこともある。星野監督時代には死球や内角攻めから乱闘騒ぎに発展したこともあった。
中日の二軍監督時代、井端弘和へ2番打者としてのイロハを叩き込んだ。その指導は厳しく、井端を殴ったこともある。
荒木雅博は2000安打達成の際、兄薫とともに仁村を恩人として名前を挙げ「土台を作ってくれた。二軍の5年間が大きかった」と述べている。

## 詳細情報

### 年度別投手成績
| 年 度     | 球 団     | 登 板 | 先 発 | 完 投 | 完 封 | 無 四 球 | 勝 利 | 敗 戦 | セ 丨 ブ | ホ 丨 ル ド | 勝 率 | 打 者 | 投 球 回 | 被 安 打 | 被 本 塁 打 | 与 四 球 | 敬 遠 | 与 死 球 | 奪 三 振 | 暴 投 | ボ 丨 ク | 失 点 | 自 責 点 | 防 御 率 | W H I P |
| --------- | --------- | ----- | ----- | ----- | ----- | -------- | ----- | ----- | -------- | ----------- | ----- | ----- | -------- | -------- | ----------- | -------- | ----- | -------- | -------- | ----- | -------- | ----- | -------- | -------- | ------- |
| 1984      | 中日      | 1     | 0     | 0     | 0     | 0        | 1     | 0     | 0        | --          | 1.000 | 7     | 1.2      | 0        | 0           | 2        | 1     | 0        | 0        | 0     | 0        | 0     | 0        | 0.00     | 1.20    |
| 通算：1年 | 通算：1年 | 1     | 0     | 0     | 0     | 0        | 1     | 0     | 0        | --          | 1.000 | 7     | 1.2      | 0        | 0           | 2        | 1     | 0        | 0        | 0     | 0        | 0     | 0        | 0.00     | 1.20    |

### 年度別打撃成績
| 年 度      | 球 団      | 試 合 | 打 席 | 打 数 | 得 点 | 安 打 | 二 塁 打 | 三 塁 打 | 本 塁 打 | 塁 打 | 打 点 | 盗 塁 | 盗 塁 死 | 犠 打 | 犠 飛 | 四 球 | 敬 遠 | 死 球 | 三 振 | 併 殺 打 | 打 率 | 出 塁 率 | 長 打 率 | O P S |
| ---------- | ---------- | ----- | ----- | ----- | ----- | ----- | -------- | -------- | -------- | ----- | ----- | ----- | -------- | ----- | ----- | ----- | ----- | ----- | ----- | -------- | ----- | -------- | -------- | ----- |
| 1984       | 中日       | 1     | 0     | 0     | 0     | 0     | 0        | 0        | 0        | 0     | 0     | 0     | 0        | 0     | 0     | 0     | 0     | 0     | 0     | 0        | ----  | ----     | ----     | ----  |
| 1986       | 中日       | 36    | 55    | 50    | 2     | 10    | 1        | 0        | 2        | 17    | 8     | 1     | 0        | 3     | 1     | 1     | 0     | 0     | 15    | 1        | .200  | .212     | .340     | .552  |
| 1987       | 中日       | 122   | 498   | 439   | 61    | 126   | 20       | 4        | 11       | 187   | 40    | 6     | 6        | 31    | 1     | 21    | 0     | 6     | 56    | 10       | .287  | .328     | .426     | .754  |
| 1988       | 中日       | 92    | 361   | 314   | 34    | 96    | 17       | 1        | 7        | 136   | 52    | 4     | 4        | 12    | 5     | 27    | 1     | 3     | 65    | 10       | .306  | .361     | .433     | .794  |
| 1989       | 中日       | 93    | 347   | 307   | 37    | 83    | 14       | 1        | 8        | 123   | 32    | 4     | 3        | 16    | 1     | 22    | 3     | 1     | 58    | 9        | .270  | .320     | .401     | .721  |
| 1990       | 中日       | 100   | 331   | 289   | 37    | 86    | 18       | 0        | 4        | 116   | 32    | 2     | 3        | 9     | 3     | 28    | 1     | 2     | 56    | 12       | .298  | .360     | .401     | .762  |
| 1991       | 中日       | 95    | 296   | 246   | 32    | 60    | 9        | 1        | 2        | 77    | 29    | 3     | 0        | 17    | 3     | 29    | 3     | 1     | 49    | 15       | .244  | .323     | .313     | .636  |
| 1992       | 中日       | 87    | 151   | 132   | 10    | 28    | 3        | 0        | 4        | 43    | 14    | 0     | 0        | 0     | 0     | 18    | 0     | 1     | 27    | 4        | .212  | .311     | .326     | .637  |
| 1993       | 中日       | 86    | 302   | 267   | 36    | 85    | 9        | 1        | 12       | 132   | 34    | 1     | 1        | 8     | 1     | 23    | 0     | 3     | 49    | 9        | .318  | .378     | .494     | .872  |
| 1994       | 中日       | 99    | 342   | 306   | 31    | 79    | 8        | 2        | 4        | 103   | 30    | 3     | 2        | 4     | 3     | 27    | 1     | 2     | 56    | 8        | .258  | .320     | .337     | .656  |
| 1995       | 中日       | 80    | 247   | 224   | 23    | 58    | 3        | 0        | 8        | 85    | 30    | 0     | 0        | 2     | 2     | 18    | 2     | 1     | 35    | 9        | .259  | .314     | .379     | .694  |
| 1996       | ロッテ     | 105   | 353   | 319   | 22    | 80    | 14       | 0        | 4        | 106   | 24    | 1     | 1        | 1     | 1     | 30    | 0     | 2     | 51    | 12       | .251  | .318     | .332     | .650  |
| 1997       | ロッテ     | 72    | 126   | 108   | 10    | 29    | 7        | 1        | 1        | 41    | 19    | 0     | 1        | 0     | 1     | 16    | 4     | 1     | 21    | 8        | .269  | .365     | .380     | .745  |
| 通算：13年 | 通算：13年 | 1068  | 3409  | 3001  | 335   | 820   | 123      | 11       | 67       | 1166  | 344   | 25    | 21       | 103   | 22    | 260   | 15    | 23    | 538   | 107      | .273  | .334     | .389     | .722  |

### 表彰
- 月間MVP：1回（1993年9月）

### 記録
初記録
投手記録
- 初登板・初勝利：1984年10月5日、対阪神タイガース26回戦（阪神甲子園球場）、7回裏一死に2番手で救援登板、1回2/3を無失点

打撃記録
- 初先発出場：1986年7月2日、対広島東洋カープ12回戦（ナゴヤ球場）、8番・三塁手として先発出場
- 初安打・初本塁打・初打点：1986年9月21日、対読売ジャイアンツ23回戦（ナゴヤ球場）、7回裏に斎藤雅樹から2ラン

節目の記録
- 1000試合出場：1997年4月12日、対西武ライオンズ2回戦（千葉マリンスタジアム）、7回裏に大村巌の代打として出場 ※史上339人目

### 背番号
- 24（1984年 - 1987年）
- 5（1988年 - 1995年）
- 1（1996年）
- 51（1997年）
- 88（1998年 - 2004年、2010年）
- 80（2011年 - 2016年）
- 72（2020年 - 2021年）
- 85（2025年 - ）

## 関連情報

### 出演番組
- 東海ラジオ「ガッツナイター」「ガッツナイタースペシャル」解説
- 東海ラジオ「大澤広樹のドラゴンズステーション」解説

※ゲスト解説者として。
- CBCドラゴンズナイター
- ザ・プロ野球